# Taubenturm (Bussy-Saint-Georges)
Koordinaten: 48° 50′ 37,7″ N, 2° 41′ 51″ O

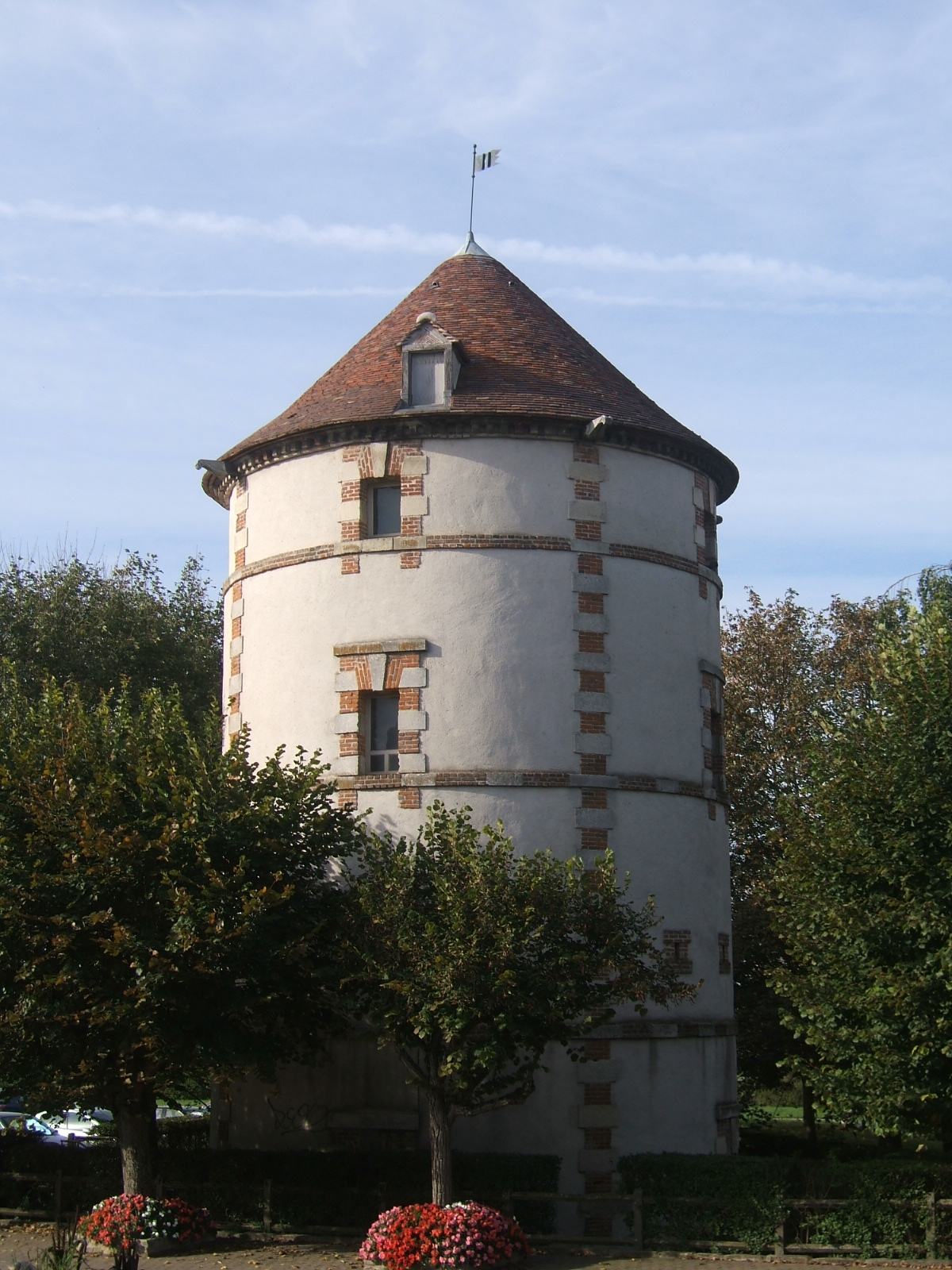
Taubenturm in Bussy-Saint-Georges

Der Taubenturm (französisch colombier oder pigeonnier) in Bussy-Saint-Georges, einer französischen Gemeinde im Département Seine-et-Marne in der Region Île-de-France, wurde Anfang des 17. Jahrhunderts in einem Turm des zerstörten Schlosses eingerichtet.

## Geschichte
Der Taubenturm steht seit 1987 als Monument historique auf der Liste der Baudenkmäler in Frankreich.
Der runde Turm aus verputztem Bruchsteinmauerwerk besitzt im Erdgeschoss einen Saal mit Gewölbe, das auf einer Mittelsäule ruht. Im dritten Geschoss befanden sich ursprünglich über 5000 Taubennester. Der Turm ist mit Bändern aus Ziegelstein geschmückt. Er wird von einer Wetterfahne bekrönt.